# Мечеть двадцати пяти пророков
Мечеть двадцати пяти Пророков (баш. 25 Пәйғәмбәр мәсете) — расположена в южной части города Уфы, столицы Республики Башкортостан.

## История
Строительство мечети началось 16 июня 1995 года в день рождения пророка Мухаммеда, и завершилось через пятнадцать лет в тот же день.

## Характеристика мечети
Размеры мечети соответствуют размерам Каабы, внутреннее пространство восьмигранное. Купол выполнен в виде земного шара. Входная группа в мечеть-музей сделана в виде открытой книги Корана, а каждое из 25 окон здания посвящено одному из пророков.